# Francisco de Paula del Villar y Lozano

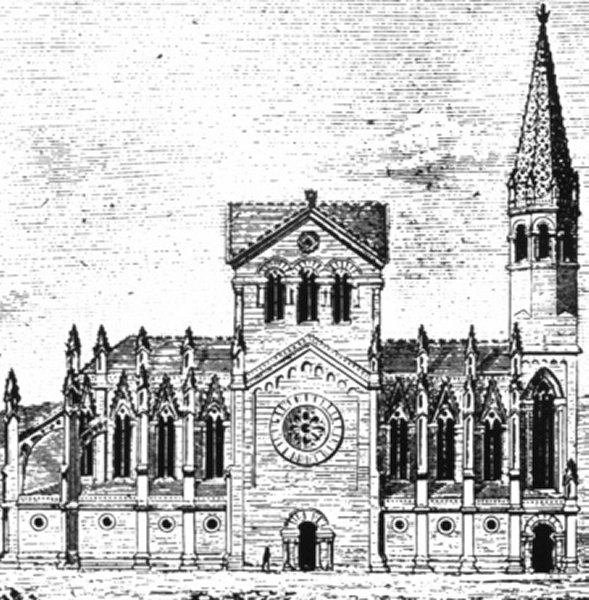
Projecto neogótico de Francisco del Villar para o Templo Expiatório da Sagrada Família.

Francisco de Paula del Villar y Lozano (Múrcia, 1828 – Barcelona, 1901) foi um arquitecto espanhol. Estudou arquitectura em Madrid, na Academia de San Fernando, concluindo o curso em 1852. No ano seguinte venceu sem oposição a cátedra de Arquitectura Legal da Academia Provincial de Belas Artes de Barcelona na secção de Ensino de Mestres de Obras.
Em 1854 projectou uma série de hospitais de urgência para atender os enfermos da epidemia de cólera. Foi bibliotecário da Academia Provincial de Belas Artes, correspondente da de San Fernando, numerário da Real de Ciências e Artes de Barcelona, vogal da Comissão Provincial de Monumentos, presidente da Associação de Arquitectos e director da Escola Superior de Arquitectura.
Como arquitecto diocesano, cargo que desempenhou entre 1874 e 1892 e no qual lhe sucederia o seu filho Francisco de Paula del Villar y Carmona, restaurou a igreja de Santa María del Pí, Santa Maria de Vilafranca e a Casa da Misericórdia; foi autor de numerosas igrejas paroquiais e projectou a abside do Mosteiro de Montserrat, contando como delineante com Antoni Gaudí.
Em 1877 recebeu a encomenda por parte da Associação de Devotos de São José de construir o Templo Expiatório da Sagrada Família. Villar concebeu um projecto neogótico, do qual no entanto só construiu a cripta. Em 1883 abandonou o projecto por desavenças com Joan Martorell, arquitecto assessor de Josep Maria Bocabella, presidente da Associação de Devotos de São José e promotor do projecto. Ficando Martorell a comandar a obra, Villar y Lozano recusou a sua realização, recomendando Gaudí para o seu lugar. O projecto converter-se-ia na obra prima de Gaudí.